# Perfette sconosciute
Perfette sconosciute (titolo originale Polcirkeln) è un romanzo giallo di Liza Marklund del 2021. È il primo libro di una trilogia, la Stenträsktrilogin, ambientato nella Lapponia svedese, al Circolo polare artico.
Il libro è stato tradotto in finlandese, norvegese, olandese, islandese, romeno, danese, polacco, lituano, estone, russo, ungherese, oltre che in italiano.

## Trama
Nel 2019, pochi giorni prima di Natale, durante la manutenzione di un ponte si scopre in uno dei pilastri di fondazione il cadavere decapitato di una giovanissima donna. Accanto a lei ci sono i vestiti, lo zaino e i documenti che la qualificano come Sofia Hellsten, scomparsa dalla cittadina nell'estate del 1980. Le indagini sono rese difficoltose dal buio che in quei giorni grava alla latitudine del Circolo polare e dalle cattive condizioni del tempo. Il capo della polizia, coetaneo della morta, recupera grazie a Carina, impiegata alla stazione di polizia, i verbali delle ricerche di quasi quarant'anni prima. Si affanna anche a interrogare tutti i testimoni reperibili, ma nessun parente stretto  è rimasto in vita per identificare la salma con sicurezza. La necessità di procedere con complesse prove di laboratorio, fornisce tuttavia un risultato inequivocabile: la morta non è Sofia, che anzi ha ucciso una coetanea in procinto di trasferirsi e ne ha assunto l'identità per decenni. Si scopre anche l'esistenza di un figlio nato nel 1981. Dopo l'arresto di Sofia, Wiking e i funzionari locali decidono di indagare su altre possibili scomparse rimaste senza soluzione, sono però bloccati dalla pandemia di COVID-19, alla fine della quale giunge una lettera al figlio di Wiking e si preannuncia con questa il seguito.

## Personaggi
- Sofia Hellsten, la ragazza scomparsa nell'agosto del 1980.
- Hilding Hellsten, padre di Sofia e sindaco di Stenträsk
- Carina Burstrand, Susanne Johansson, Birgitta Landén, (poi Gitte Landén Daglönare) e Agneta Mäkitalo, coetanee di Sofia e come lei appartenenti al circolo di lettura Circolo Polare.
- Wiking Stormberg,  coetaneo delle ragazze e compagno di classe di Sofia; nel 2019 capo della polizia locale.
- Gustav Stormberg, padre di Wiking e capo della polizia locale all'epoca della scomparsa di Sofia.
- Roland Larsson, investigatore distrettuale
- Krister Schiltz, migliore amico di Wiking, poi marito di Susanne (è morto nel 2019)
- Pekka Karlsson, coetaneo di Wiking e Krister; guardia giurata.
- Håkan Johansson, fratello minore di Susanne, compagno di Carina.
- Astrid, bibliotecaria nel 1980.
- Kerstin Lindgren, gestiva una pensione nel 1980.
- Sigrid Kinnunen, era stata "Mamma di giorno" di Agneta, Susanne e Birgitta.

## Edizioni in italiano
- Liza Marklund, Perfette sconosciute, traduzione dallo svedese di Laura Cangemi, Venezia: Marsilio, 2023